# James Wedderburn
James Wedderburn (Barbados, 23 de junio de 1938) fue un atleta barbadense, que compitió con las Indias Occidentales Británicas, especializado en la prueba de 4x400 m en la que llegó a ser medallista de bronce olímpico en 1960.

## Carrera deportiva
En los JJ. OO. de Roma 1960 ganó la medalla de bronce en los relevos de 4x400 metros, con un tiempo de 3:04.0 segundos, tras Estados Unidos que con 3:02.2 s batió el récord del mundo, y Alemania, siendo sus compañeros de equipo: George Kerr, Keith Gardner y Malcolm Spence.